# Tamworth
Tamworth – miasto w środkowej Anglii (Wielka Brytania), w hrabstwie Staffordshire, w dystrykcie Tamworth, położone nad rzeką Tame, na północny wschód od Birmingham.
- Liczba mieszkańców miasto w 2001 r: 71 650.[1]
- Rozwinięty przemysł maszynowy, włókienniczy, metalowy oraz spożywczy.
- Zabytek miasta to: zamek normański.

Tamworth zostało założone w VIII w., w IX w. zostało zniszczone przez Duńczyków, w 913 r. zostało odbudowane. Tamworth jest wspomniane w Domesday Book (1086) jako Tamuuorde. Prawa miejskie miasto to uzyskało ok. 1560 r.

## Tamworth F.C.
W 1933 w mieście został założony klub piłkarski Tamworth F.C. W latach 2003–2007 oraz 2009–2014 uczestniczył w rozgrywkach Conference National.

## Współpraca
- Tamworth, Australia
- Bad Laasphe, Niemcy
- Vaujours, Francja